# Aeroportul Revelstoke
Aeroportul Revelstoke (IATA: YRV, ICAO: CYRV) este un aeroport din Columbia Britanică, Canada. Aeroportul a fost tranzitat în 2013 de 0 pasageri.
Situat la o altitudine de 444 m, aeroportul dispune de o singură pistă.